# PowerBook 3400c
De PowerBook 3400c is een laptop van de Amerikaanse fabrikant Apple die vanaf februari 1997 aangeboden werd. Het was korte tijd de snelste laptop ter wereld. De 3400c werd opgevolgd door de eerste generatie PowerBook G3.

## Ontwerp
De PowerBook 3400c werd uitgebracht in drie verschillende modellen, die zich vooral onderscheiden door hun processorsnelheid. Het basismodel had een 180 MHz PowerPC 603ev-processor, de twee duurdere modellen gebruikten respectievelijk een 200 MHz en 240 MHz processor. In tegenstelling tot de PowerBook 1400 bevond de CPU zich niet op een verwijderbare dochterkaart, waardoor de 3400c niet uitgerust kon worden met een PowerPC G3-processor.
Het 180 MHz-model werd meestal verkocht met alleen een ingebouwde modem en een diskettestation. Alle 200 en 240 MHz-modellen werden geleverd met een ingebouwde modem/Ethernet-combinatie en verwijderbare 1,4 MB diskette- en cd-drives. Het enige andere verschil was de capaciteit van de harde schijf, variërend van 1,3 tot 3 GB, afhankelijk van het model.
De 3400c had ook een aantal primeurs voor Apple aan boord: het was de eerste PowerBook met een PCI-architectuur, EDO-geheugen, een ventilator en een infrarood interface die het IrDA-protocol ondersteunt. Zoals alle Apple-laptops sinds de PowerBook 500-serie had de 3400c een ingebouwd trackpad als aanwijsapparaat.
Qua behuizing had de PowerBook 3400c veel te danken aan de eerdere PowerBook 5300-serie. Er zijn echter enkele belangrijke wijzigingen aangebracht, waaronder het grotere LCD-scherm, een breder compartiment voor verwijderbare uitbreidingsmodules dat het gebruik van cd-lezers mogelijk maakt en een gebogen schermbehuizing met een tweede set geïntegreerde luidsprekers. De eerste generatie van de PowerBook G3 gebruikte dezelfde behuizing als de PowerBook 3400c.
Net als de PowerBook 5300 werd de 3400c geleverd met twee PC Card-sleuven, maar terwijl die op de 5300 strikt 16-bits compatibel waren, zijn de PC Card-sleuven op de 3400c compatibel met 32-bits CardBus-kaarten op basis van de 32-bit Texas Instruments PCI1130 PC Card-controller. Met behulp van CardBus-kaarten kan de PowerBook 3400c gebruikt worden met bijvoorbeeld USB-apparaten zoals printers en FireWire-apparaten zoals iPods.

## Naamgeving
Voordat de PowerBook 3400c op de markt kwam weerspiegelden de namen van PowerBooks het type scherm dat ze gebruikten. De PowerBook 1400cs had bijvoorbeeld een passief matrixscherm en de 1400c een actief matrixscherm. Omdat alle PowerBook 3400c-modellen geleverd werden met hetzelfde actief matrixscherm was de aanduiding "c" aan het einde van de naam enigszins overbodig en wordt deze vaak weggelaten, zelfs door Apple zelf, bijvoorbeeld in de gebruikershandleiding.

## Specificaties
|                             |                                           | PowerBook 3400c/180                               | PowerBook 3400c/200                               | PowerBook 3400c/240                               |
| --------------------------- | ----------------------------------------- | ------------------------------------------------- | ------------------------------------------------- | ------------------------------------------------- |
| Processor                   | type                                      | PowerPC 603ev                                     | PowerPC 603ev                                     | PowerPC 603ev                                     |
| Processor                   | snelheid                                  | 180 MHz                                           | 200 MHz                                           | 240 MHz                                           |
| ROM-grootte                 | ROM-grootte                               | 4 MB                                              | 4 MB                                              | 4 MB                                              |
| Databus                     | Databus                                   | 64-bit                                            | 64-bit                                            | 64-bit                                            |
| RAM-type                    | RAM-type                                  | 60 ns EDO DRAM-kaart                              | 60 ns EDO DRAM-kaart                              | 60 ns EDO DRAM-kaart                              |
| RAM-geheugen                | standaard                                 | 16 MB                                             | 16 MB                                             | 16 MB                                             |
| RAM-geheugen                | maximum                                   | 144 MB                                            | 144 MB                                            | 144 MB                                            |
| Beeldscherm                 | grootte                                   | 30,7 cm (12,1 inch)                               | 30,7 cm (12,1 inch)                               | 30,7 cm (12,1 inch)                               |
| Beeldscherm                 | kleuren                                   | 16-bit kleur bij een resolutie van 800×600 pixels | 16-bit kleur bij een resolutie van 800×600 pixels | 16-bit kleur bij een resolutie van 800×600 pixels |
| Beeldscherm                 | technologie                               | actief matrixscherm                               | actief matrixscherm                               | actief matrixscherm                               |
| Opslag                      | Standaard harde schijf (ATA-2)            | 1,3 GB                                            | 2 GB                                              | 3 GB                                              |
| Opslag                      | standaard diskettestation (verwijderbaar) | 3,5 inch, 1,44 MB                                 | 3,5 inch, 1,44 MB                                 | 3,5 inch, 1,44 MB                                 |
| Opslag                      | standaard optische schijf (verwijderbaar) | 6× cd-rom (optioneel)                             | 6× cd-rom                                         | 12× cd-rom                                        |
| Uitbreidingssleuven         | Uitbreidingssleuven                       | 2× Type II (1× Type III) PC Card                  | 2× Type II (1× Type III) PC Card                  | 2× Type II (1× Type III) PC Card                  |
| Ondersteunde systeemversies | Ondersteunde systeemversies               | 7.6.1 - 9.1                                       | 7.6.1 - 9.1                                       | 7.6.1 - 9.1                                       |
| Afmetingen (h×b×d)          | Afmetingen (h×b×d)                        | 6,5 × 29,3 × 23,9 cm                              | 6,5 × 29,3 × 23,9 cm                              | 6,5 × 29,3 × 23,9 cm                              |
| Gewicht                     | Gewicht                                   | 3,3 kg                                            | 3,3 kg                                            | 3,3 kg                                            |
| Jaartal                     | Jaartal                                   | 02/1997 tot 12/1997                               | 02/1997 tot 02/1998                               | 02/1997 tot 03/1998                               |

Uit productie: 1984: Macintosh 128K, Macintosh 512K · 1985: Macintosh XL · 1986: Macintosh Plus · 1987: Macintosh II, Macintosh SE · 1988: Macintosh IIx · 1989: Macintosh SE/30, Macintosh IIcx, Macintosh IIci, Macintosh Portable · 1990: Macintosh IIfx, Macintosh Classic, Macintosh IIsi, Macintosh LC serie · 1991: Macintosh Quadra 700, Macintosh Quadra 900, Apple PowerBook · Macintosh Classic II · 1992: Macintosh IIvx, Macintosh Quadra 950, PowerBook Duo, Macintosh Performa serie · 1993: Macintosh Centris serie, Macintosh Color Classic, Macintosh TV · Apple Workgroup Server · 1994: Power Macintosh · 1997: Power Macintosh G3, PowerBook G3, Twentieth Anniversary Macintosh · 1998: iMac · 1999: iBook, Power Mac G4 · 2000: Power Mac G4 Cube · 2001: PowerBook G4 · 2002: eMac, iMac G4 · 2003: Xserve, Power Mac G5 · 2004: iMac G5 · 2005: Mac mini · 2006: MacBook · 2015: MacBook (Retina) · 2017: iMac Pro

Huidige modellen: MacBook Air, MacBook Pro, iMac, Mac mini, Mac Studio, Mac Pro